# や행
や행이란 오십음도의 8번째 행을 말한다. や행은 가나,  や, (い), ゆ, (え), よ로 구성되고, 각각 일본어의 1음절 또는 1모라를 나타내지만, 「い」와 「え」는, あ행과 중복되기에, 공란으로 하는 것이 많지만 10세기 이전에는 ヤ행 エ에 독자 발음이 존재하고 히라가나도 만들어져있다.
「や」「ゆ」「よ」 는, 자음과 모음으로 이루어지고, 두자음의 음소는 y 또는 j로 나타내어진다. 이들의 두자음은 모두 모음인「い」(경구개 접근음[j](IPA))의 음을 짧게한 반모음이다. い, え는 모음뿐이고, 두자음이 없다. や, ゆ, よ의 로마자 표기는 일본식, 헵번식 둘 다 ya yu yo이다. 
또한, 현대일본어에서는 j와 모음「え」를 조합한, や행의「え」에 맞는 음(외래어「イェ」)가 존재하지 않고, 또 1문자로 표기할 수 있는 가나도 없다. 음운상은 10세기경에는 이미 あ행・や행의「え」의 혼동이 시작되고, 양자로도「イェ」와 같이 발음되 듯이 되어 오고, 에도기에, 현대의, あ행인「え」에 가까운 것으로 변화했다. 가나에 대해서는, 가나의 성립초기에는, あ행, や행의 「え」의 구별이 인식되고, 별개의 문자가 만들어졌다. 하지만, 가나 완성으로부터 가나 사용의 확립기에는, 이미 양자의 발음상의 구별이 잃어져 있고, 사용상의 구별도 잃어지고, 다른 이체자로서 취급되게 되었다. 메이지기에는, 50음도를 메우는 목절으로써, や행「エ」의 가타카나가 새로 조자되었다. 현재, 행「え」의 가나가 존재하지 않는 것은, 전후의 가나문자 정리에 의한 것이다. 자세하게는, 𛀁의 항목을 참조. 
「や」「ゆ」「よ」의 두자음이 유성이고, 또, 「い」「え」에는 두자음이 없기에 や행의 가나에 탁점을 붙인 탁음은 존재하지 않는다.
や행의 「や」「ゆ」「よ」 는, い와 ゐ를 제외한 い단 직음(청음 외 탁음, 반탁음을 포함한다半)을 1자로 하는 요음(개요음)의 2자로서 사용된다. 이 때는, 현대 가나 사용법에서는 작게 「ゃ」「ゅ」「ょ」로 쓴다. 
あ행 - か행 - さ행 - た행 - な행 - は행 - ま행 - や행 - ら행 - わ행